# Patrizio Rispo
Patrizio Rispo (Napoli, 26 agosto 1956) è un attore italiano.

## Biografia
Ha iniziato a lavorare come attore di cabaret con un gruppo chiamato Il criticone, con Francesco Paolantoni e Mario Porfito e nel cinema come stuntman.
Attore di teatro, cinema e televisione, è noto al grande pubblico per la soap opera Un posto al sole, trasmessa su Rai 3, dove sin dalla prima puntata interpreta il ruolo di Raffaele Giordano, il portiere di Palazzo Palladini.
In teatro ha recitato con Vittorio Caprioli, Eros Pagni, Carla Gravina, Valeria Moriconi. È stato diretto da Egisto Marcucci, Giancarlo Sepe, Giancarlo Cobelli, Massimo Castri.
Per cinque anni ha avuto una compagnia teatrale con Biagio Izzo, Mario Porfito e Mimmo Esposito. Nel 2009 è in tournée con due spettacoli teatrali: Se devi dire una bugia dilla grossa, per la regia di Stefano Amatucci, con Mario Porfito, Mimmo Esposito e Gea Martire, e Matrimonio a sorpresa di Gaetano di Maio con la compagnia del Teatro Bellini. Nel 2011 recita con Gianfranco e Massimiliano Gallo nella commedia Felici in circostanze misteriose di G.Gallo.
Nel 2006 pubblica il ricettario Un pasto al sole, che racchiude le principali ricette della famiglia Rispo, che si basa prevalentemente sulla cucina napoletana. Dal 2008 al 2010 è membro del Cda del premio Massimo Troisi. Dal 2016 è membro del CDA del Teatro Nazionale Mercadante di Napoli, dal 2019 ricopre la carica di vicepresidente vicario. A giugno 2021 è stato rieletto nell'Assemblea dei Delegati Dell'IMAIE (Istituto mutualistico artisti interpreti esecutori). Ricopre la carica di Tesoriere nel Direttivo del Registro attrici attori Italiani.  Ha scritto quattro commedie teatrali.
È stato autore dei programmi televisivi L'occhio sul teatro (Rai 3), A livello di Domenica (Can 21), Cuochi d'artificio (Tele A), L'ora legale (Can 21). Dal 2010 è ambasciatore di CBM Italia per la quale è stato in missione nel 2011 in Kenya.

### Politica
Già simpatizzante e spesso presente alle assemblee pubbliche del Movimento 5 Stelle di Napoli, il 29 aprile 2011, nel corso della conferenza stampa per la presentazione delle liste del partito per le elezioni amministrative del 2011, dichiara pubblicamente il proprio appoggio. Successivamente prende parte a diversi eventi e comizi del Movimento 5 Stelle, a Torre del Greco nel 2014, e in occasione dell'evento #Italia5Stelle a Palermo nel 2016 ed a Napoli nel 2019.

### Vita privata
È sposato. Si professa cattolico.

## Filmografia

### Cinema

Patrizio Rispo in Pacco, doppio pacco e contropaccotto (1993)

- Nel regno di Napoli, regia di Werner Schroeter (1978)
- La nuova valigia delle Indie, regia di Christian-Jaque
- Ricomincio da tre, regia di Massimo Troisi (1981)
- Morte di un matematico napoletano, regia di Mario Martone (1992)
- Pacco, doppio pacco e contropaccotto, regia di Nanni Loy (1993)
- Sarahsarà, regia di Renzo Martinelli (1994)
- Figurine, regia di Giovanni Robbiano (1997)
- Le mani forti, regia di Franco Bernini (1997)
- La vita degli altri, regia di Nicola De Rinaldo (2001)
- Travolti dal destino (Swept Away), regia di Guy Ritchie (2002)
- Olimpo Lupo cronista di nera, regia di Fabrizio Laurenti (2003)
- Il Natale rubato, regia di Pino Tordiglione (2003)
- Certi bambini, regia di Andrea Frazzi e Antonio Frazzi (2004)
- Sexum superando - Isabella Morra, regia di Marta Bifano (2005)
- Ci sta un francese, un inglese e un napoletano, regia di Eduardo Tartaglia (2008)
- Linea di konfine, regia di Fabio Massa (2009)
- Il fotografo, regia di Carmine Girolamo (2009)
- L'era legale, regia di Enrico Caria (2011)
- Teresa Manganiello, Sui passi dell'amore, regia di Giuseppe Tordiglione (2011)
- Impepata di nozze - Sposarsi al sud è tutta un'altra storia..., regia di Angelo Antonucci (2012)
- Benvenuto Presidente!, regia di Riccardo Milani (2013)
- Neverending Summer, regia di Brando Improta (2013)
- Malanapoli, regia di Enzo Morzillo (2013)
- The grotto, regia di Giordany Orellanna (2013)
- Graffiti - Story of a Tagging Crew, regia di Alfonso Cioce (2014)
- Bruciate Napoli, regia di Arnaldo Delehaye (2016)
- Ammore e malavita, regia dei Manetti Bros. (2017)
- Maradona e lo sciopero dei miracoli, regia Giulio Gargia (2023)
- Dobbiamo stare vicini, regia di Gianluca Mattei e Mario Sanzullo (2024)

### Televisione
- La nouvelle malle des Indes – miniserie TV (1981)
- Il ricatto, regia di Tonino Valerii e Ruggero Deodato – miniserie TV (1988)
- La piovra 7 - Indagine sulla morte del commissario Cattani, regia di Luigi Perelli – miniserie TV (1995)
- Morte di una strega, regia di Cinzia TH Torrini – miniserie TV (1995)
- Pazza famiglia – serie TV, episodio 8
- Il grande fuoco, regia di Fabrizio Costa – miniserie TV (1995)
- Un posto al sole – serial TV (1996)
- Pazza famiglia – serie TV, episodio 2x11 (1996)
- Gente di mare – serie TV, episodio 1 (2005)
- Assunta Spina, regia di Riccardo Milani – miniserie TV (2006)
- Crimini - Il covo di Teresa, regia di Stefano Sollima – serie TV (2006)
- Un posto al sole d'estate, soap opera (2007)
- 7 vite 2 – Sitcom, episodio Arrivano gli arabi (2009)
- Nero Wolfe, regia di Riccardo Donna (2012)
- Caruso, la voce dell'amore, regia di Stefano Reali (2012)
- Un posto al sole coi fiocchi, regia di Fabio Sabbioni – film TV (2013)
- Figli del destino, regia di Francesco Miccichè – film TV (2019)

## Programmi TV
- A livello di domenica (2009) – autore e conduttore
- Cuochi artificiali (2009) – autore e conduttore
- L'ora legale (2011) – autore e conduttore
- Cuochi pirotecnici (2012) – autore e conduttore
- Un posto al sole show, regia di Fabio Sabioni (2015)
- Non sono una signora (2023) – concorrente
- Quando gioca il calcio (2023) – autore e conduttore